# Семсеїт

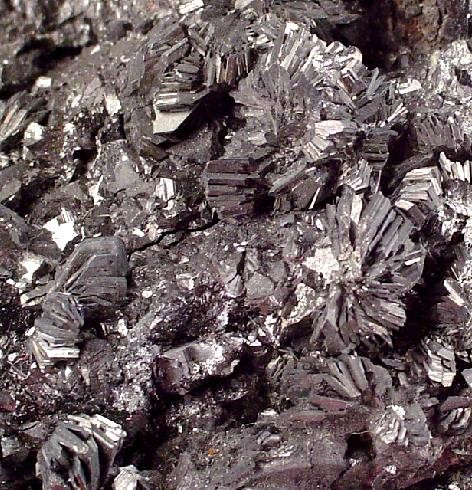
Семсеїт. Бая-Спріє, Румунія

Семсеїт (рос. семсейит; англ. semseyite; нім. Semseyit m) — мінерал, стибієвий сульфід свинцю ланцюжкової будови.
Названий за прізвищем угорського колекціонера мінералів А. Семсея (A.Semsey), J.A.Krenner, 1881.

## Опис
Хімічна формула: Pb9Sb8S21.
Склад у %: Pb — 54,0; Sb — 26,9; S — 19,1.
Сингонія моноклінна. Призматичний вид. Кристали таблитчасті, часто призматичні, недосконалі, з округлими гранями; променисті й сферичні аґреґати. Спайність ясна. Густина 6,08. Тв. 2,5-3,0. Колір свинцево-сірий, світло-сірий; аґреґати темно-сірі. Злом нерівний. Крихкий. Блиск металічний. Риса чорна. Непрозорий. Зустрічається в гідротермальних свинцево-цинкових, свинцево-стибієвих, олово-срібних родовищах. Супутні мінерали: галеніт, сфалерит, антимоніт.

## Розповсюдження
Основні знахідки: Вольфсберґ (Гарц, ФРН); Бая-Спріє та Геря (Румунія); Болівія. Рідкісний.